# تدفق طاقة صوتية
تدفق الطاقة الصوتية(بالإنجليزي: Sound energy flux) هي الطاقة التي تنتج من اضطراب (اهتزاز) الجسيمات ,رمزه q ويمكن حسابه بالتكامل التالي:
{\displaystyle q=\int (p{\vec {v}})\cdot \mathrm {d} {\vec {A}}}
حيث أن :
v سرعة الجسيمات
p الضغط
 A  المساحة
أيضا يمكن حساب تدفق الطاقة الصوتية خلال مساحة A واقعة تحت ضغط فعال p بدلالة متوسط كثافة الطاقة المننتشرة بسرعة v
J = (p2A / ρ v) cos θ
حيث θ هي الزاوية بين اتجاه انتشار موجة صوتية والمساحة